# Asociación de Críticos de Cine de Denver
La Asociación de Críticos de Cine de Denver —en inglés: Denver Film Critics Society (DFCS)— es una organización conformada por periodistas de medios escritos, blogueros, personalidades de la televisión y expertos de cine de Denver, Colorado, entre los que se encuentran Keith Breese de Filmcritic.com, Robert Denerstein, Brandon Fibbs de The Colorado Springs Gazette, Kirk Montgomery, Elisabeth Rappe, Mark Sells, Dave Taylor, Christian Toto y Barry Wurst de Maui Time Weekly.
En enero de cada año —y desde 2009—, sus asociados realizan una votación con el fin de entregar el denominado Denver Film Critics Society Award o DFCS Award, que está destinado a premiar a las mejores películas estrenadas durante el último año calendario.   
Las categorías que considera el galardón son las siguientes: «Mejor Película», «Mejor actor», «Mejor actriz», «Mejor Director», «Mejor documental», «Mejor película extranjera»,  «Mejor película animada», «Mejor guion (original)», «Mejor guion (adaptado)», «Mejor canción original», «Mejor actor de reparto», «Mejor actriz de reparto».

## Palmarés
| Galardones | Galardones          | Galardones                                                      | Galardones                      | Galardones                                | Galardones                           | Galardones                         | Galardones                  |
| Año        | Mejor película      | Mejor director                                                  | Mejor actor                     | Mejor actriz                              | Mejor actor de reparto               | Mejor actriz de reparto            | Película con más galardones |
| ---------- | ------------------- | --------------------------------------------------------------- | ------------------------------- | ----------------------------------------- | ------------------------------------ | ---------------------------------- | --------------------------- |
| 2010       | The Hurt Locker     | Kathryn Bigelow The Hurt Locker                                 | Jeff Bridges Crazy Heart        | Carey Mulligan An Education               | Christoph Waltz Inglourious Basterds | Mo'Nique Precious                  | Ninguna                     |
| 2011       | The social network  | David Fincher The social network                                | Colin Firth El discurso del rey | Natalie Portman Black Swan                | Christian Bale The Fighter           | Melissa Leo The Fighter            | The social network (3)      |
| 2012       | El árbol de la vida | Terrence Malick The Tree of Life Michel Hazanavicius The Artist | Brad Pitt Moneyball             | Meryl Streep The Iron Lady                | Christopher Plummer Beginners        | Shailene Woodley Los descendientes | Ninguna                     |
| 2013       | Argo                | Ben Affleck Argo                                                | Daniel Day-Lewis Lincoln        | Jennifer Lawrence Silver Linings Playbook | Philip Seymour Hoffman The Masters   | Anne Hathaway Los miserables       | Argo (2)                    |